# 진세노사이드
진세노사이드(Ginsenoside)는 천연 스테로이드 글리코사이드이자 트라이터펜 사포닌의 일종이다. 이 계열의 화합물은 인삼속에 속하는 식물 속에서 많이 발견되며, 인삼 화합물에 대한 약리학적 연구에서 주요 성분으로 지목된다. 인삼을 활용하는 한의학을 포함한 전통의학에서 오랫동안 사용해 온 물질이다. 지금까지 밝혀진 진세노사이는 약 50여종이고 지속적으로 새로운 진세노사이드 규명 및 효능에 대한 연구가 전 세계적으로 진행되고 있다.

## 진세노사이드 종류
- 진세노사이드는 화학적 구조와 함유양에 따라 일반진세노사이드와 희귀진세노사이드로 구분된다. 인삼에 함유되어 있는 진세노사이드 대부분이 일반진세노사이드이다.
- 희귀진세노사이드는 인삼에는 거의 존재하지 않고, 인삼을 특수 가공한 홍삼과 산삼에 소량 존재한다.

## 같이 보기
- 진토닌
- 세우도진세노사이드 F11